# Heinrich Dormeier

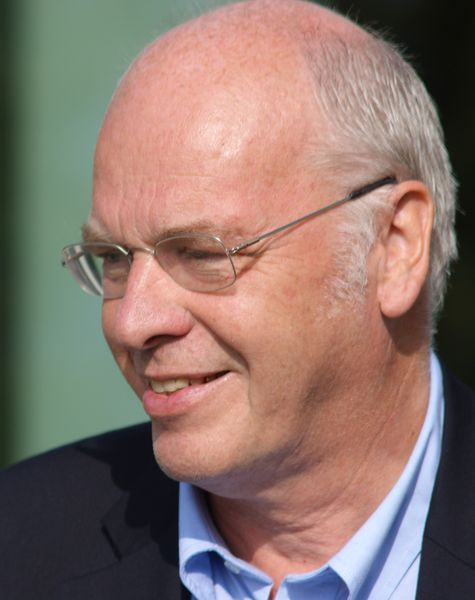
Heinrich Dormeier, aufgenommen von Werner Maleczek auf einer Reichenau-Tagung des Konstanzer Arbeitskreises für mittelalterliche Geschichte im Jahr 2014.

Heinrich Dormeier (* 20. März 1947 in Borsum bei Hildesheim) ist ein deutscher Historiker. Er war von 1997 bis 2012 Lehrstuhlinhaber für Mittelalterliche Geschichte und Historische Hilfswissenschaften an der Christian-Albrechts-Universität zu Kiel.

## Leben und Wirken
Heinrich Dormeier studierte 1968 bis 1972 Latein, Geschichte und Historische Hilfswissenschaften an der Universität Göttingen. Von 1973 bis 1975 folgte ein Forschungsaufenthalt am Deutschen Historischen Institut Rom. Im Jahr 1976 wurde er in Göttingen mit der Arbeit Montecassino und die Laien im 11. und 12. Jahrhundert promoviert. Dormeier war wissenschaftlicher Assistent bzw. Hochschulassistent von Hartmut Boockmann zunächst von 1977 bis 1982 an der Universität Kiel und von 1982 bis 1986 an der Universität Göttingen. Seine Habilitation erfolgte 1989 in Göttingen mit der Arbeit Verwaltung und Rechnungswesen im spätmittelalterlichen Fürstentum Braunschweig-Lüneburg. Von 1988 bis 1992 war er wissenschaftlicher Mitarbeiter am Deutschen Historischen Museum Berlin. Von 1992 bis 1995 hatte Dormeier eine Lehrstuhlvertretung in Göttingen. Es folgte 1995/96 eine Lehrstuhlvertretung an der FU Berlin.
Von 1997 bis zu seiner Emeritierung 2012 lehrte Dormeier als Nachfolger von Hans Eberhard Mayer als Professor für Mittelalterliche Geschichte und Historische Hilfswissenschaften in Kiel. In seiner Kieler Antrittsvorlesung im Juni 1997 befasste er sich mit den ottonischen Kaisern und den Bischöfen im Regnum Italiae. Anhand der Bischöfe Odelrich von Cremona und Leo von Vercelli untersuchte er die Grenzen kaiserlicher Handlungsfreiheit und bischöflicher Loyalität. Sein Nachfolger an der Universität Kiel wurde 2012 Andreas Bihrer.
Seine Forschungsschwerpunkte sind die deutsch-italienische Geschichte im hohen Mittelalter (10. bis 13. Jahrhundert), die Auswirkungen der Pestepidemien im späten Mittelalter, die Frömmigkeitsformen und das soziale Umfeld in Lübeck im späten Mittelalter, die Rechnungsüberlieferung und Verwaltungspraxis in deutschen Territorien des späten Mittelalters und die historischen Bildzeugnisse. Dormeier ist einer der Verfasser des Abschnitts über das 15. Jahrhundert der 2005 erschienenen Ausgabe des Gebhardt, des grundlegenden Handbuchs zur deutschen Geschichte.

## Schriften
- mit Hartmut Boockmann: Konzilien, Kirchen- und Reichsreform (1410–1495) (= Handbuch der deutschen Geschichte. Bd. 8). 10., völlig neu bearbeitete Auflage. Klett-Cotta, Stuttgart 2005, ISBN 3-608-60008-6.
- Verwaltung und Rechnungswesen im spätmittelalterlichen Fürstentum Braunschweig-Lüneburg (= Quellen und Untersuchungen zur Geschichte Niedersachsens im Mittelalter. Bd. 18). Hahn, Hannover 1994, ISBN 3-7752-5898-1 (zugleich: Göttingen, Universität, Habilitations-Schrift, 1988).
- Montecassino und die Laien im 11. und 12. Jahrhundert (= Monumenta Germaniae historica. Bd. 27). Hiersemann, Stuttgart 1979, ISBN 3-7772-7901-3 (zugleich: Göttingen, Universität, Dissertation).